# ام‌تی‌یو فریدریشسهافن
ام‌تی‌یو فریدریشسهافن، (به آلمانی: MTU Friedrichshafen) شرکت آلمانی است، که در زمینه طراحی و ساخت موتورهای درون‌سوز به‌ویژه موتورهای دیزلی همچنین ژنراتورهای دیزلی فعالیت می‌کند.
شرکت ام‌تی‌یو فریدریشسهافن در سال ۱۹۰۹ توسط ویلهلم مایباخ تأسیس شد. دفتر مرکزی این شرکت در شهر فریدریشسهافن، آلمان قرار دارد. رولز-رویس هلدینگز مالک شرکت ام‌تی‌یو فریدریشسهافن می‌باشد.

## نگارخانه

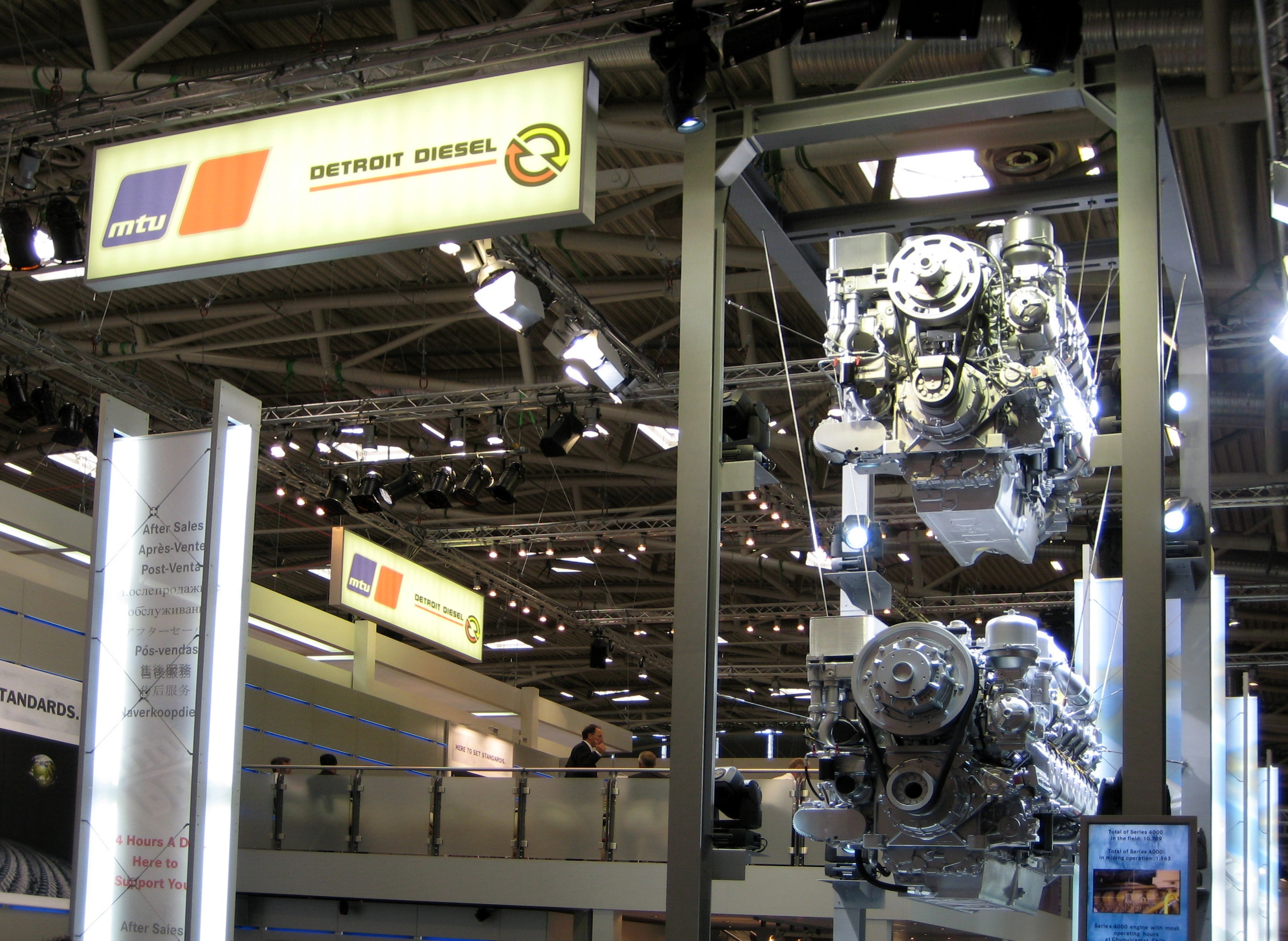
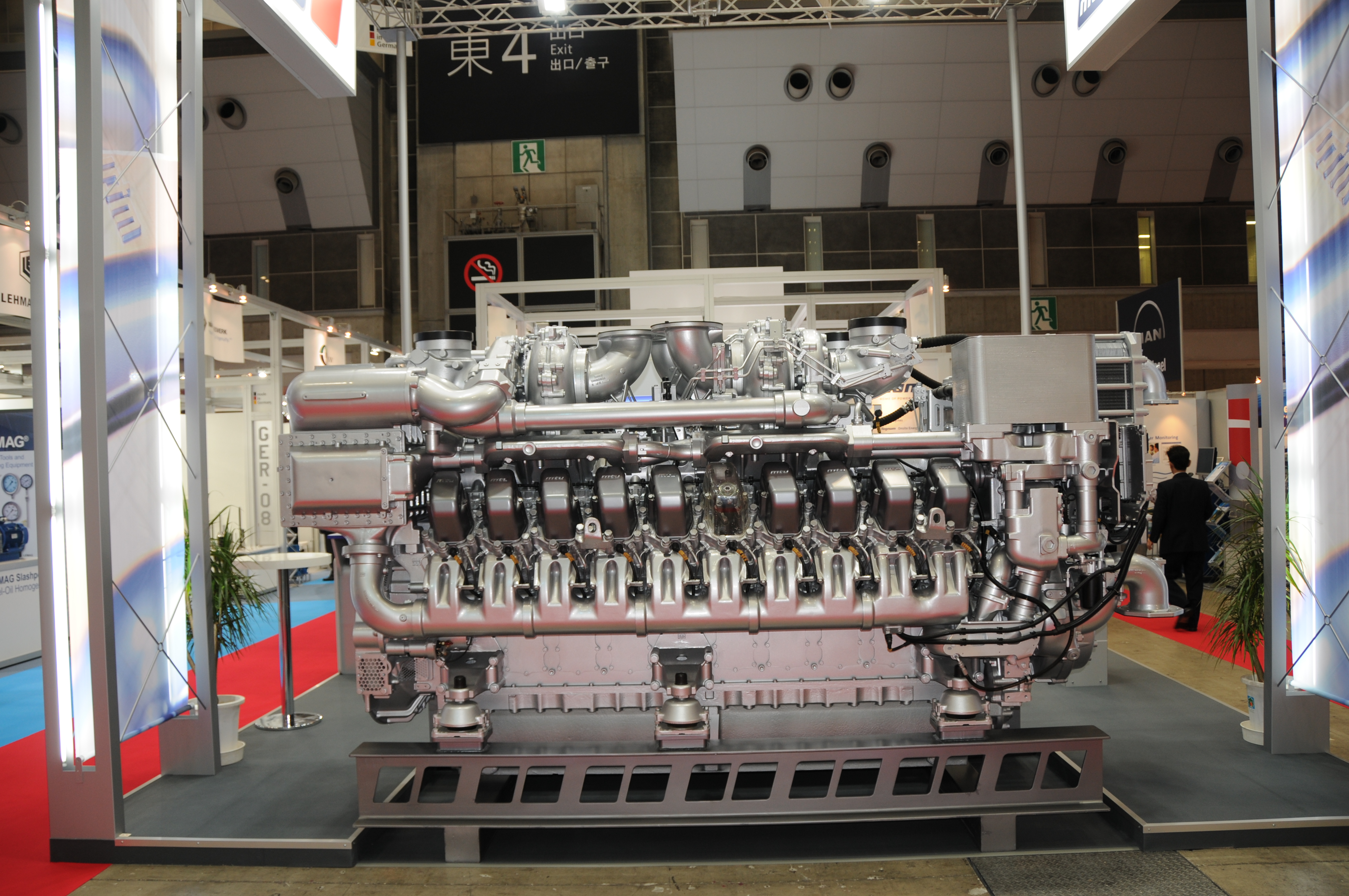
پیشرانه ام‌تی‌یو 20V4000M93
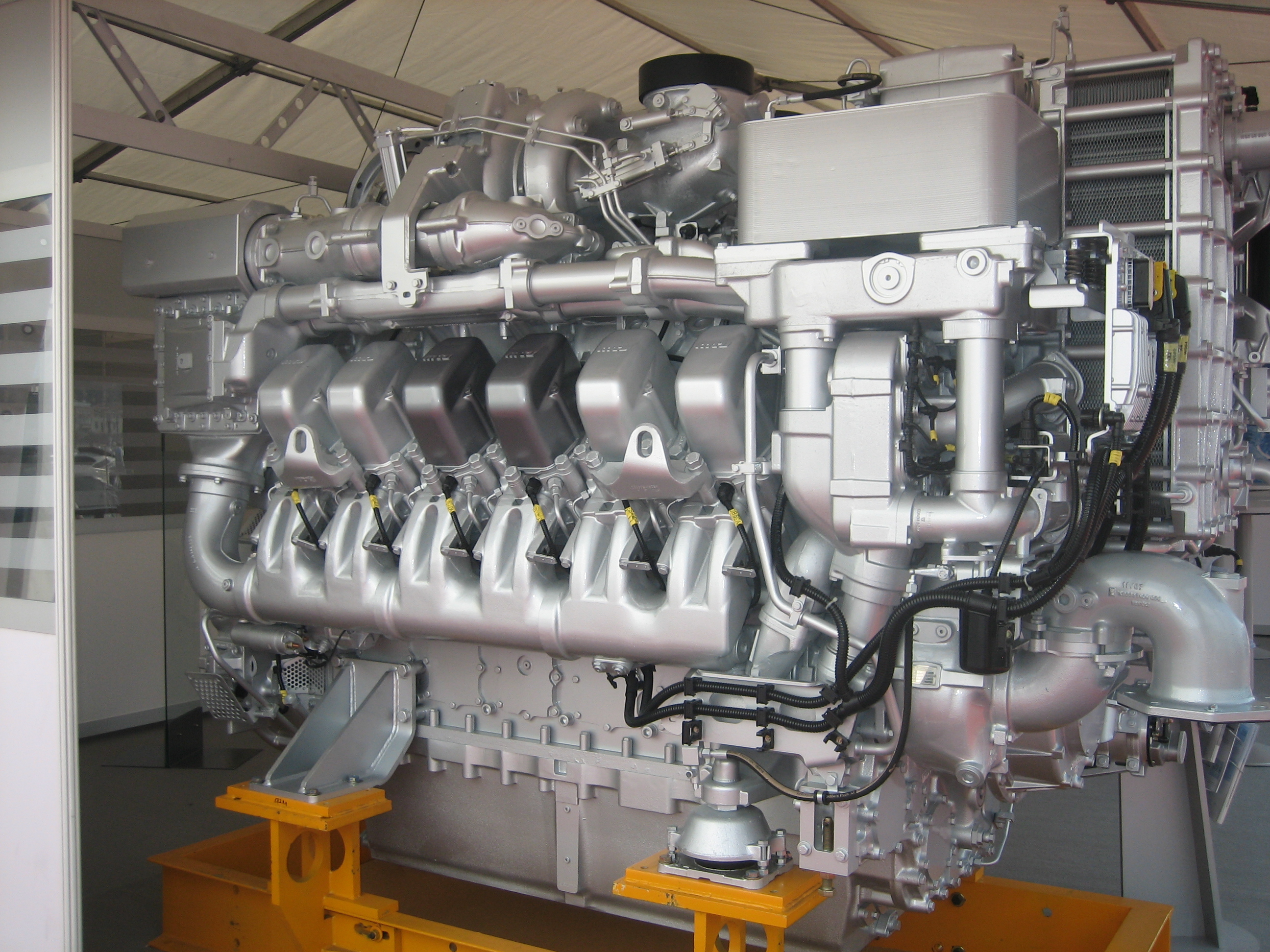
پیشرانه دریایی ام‌تی‌یو